# 大埃瓦尔
大埃瓦尔是巴西南大河州的一个市镇。总面积285.913平方公里，总人口5294人，人口密度18.5人/平方公里。